# 浜町 (川崎市)
浜町（はまちょう）は、神奈川県川崎市川崎区の地名。現行行政地名は浜町1丁目から浜町4丁目。住居表示実施済み区域。

## 地理
川崎区の南西部に位置し、北東に桜本、南東に浅野町、南西に南渡田町、西に鋼管通、北西に追分町、北に大島と接している。

## 歴史

### 沿革
- 1938年（昭和13年）4月 - 耕地整理により大島と渡田の各一部を分離し、浜町1丁目から浜町4丁目を新設。川崎市浜町となる。
- 1972年（昭和47年）4月1日 - 川崎市が政令指定都市の制定に伴い、川崎区が新設。川崎市川崎区浜町（1〜4丁目）となる。
- 1973年（昭和48年）3月1日 - 住居表示を実施[5][6]。

## 世帯数と人口
2025年（令和7年）6月30日現在（川崎市発表）の世帯数と人口は以下の通りである。
| 丁目      | 世帯数    | 人口    |
| --------- | --------- | ------- |
| 浜町1丁目 | 1,128世帯 | 1,939人 |
| 浜町2丁目 | 1,353世帯 | 2,352人 |
| 浜町3丁目 | 956世帯   | 1,473人 |
| 浜町4丁目 | 587世帯   | 919人   |
| 計        | 4,024世帯 | 6,683人 |

### 人口の変遷
国勢調査による人口の推移。
| 年                 | 人口  |
| ------------------ | ----- |
| 1995年（平成7年）  | 6,255 |
| 2000年（平成12年） | 6,427 |
| 2005年（平成17年） | 6,399 |
| 2010年（平成22年） | 6,604 |
| 2015年（平成27年） | 6,520 |
| 2020年（令和2年）  | 6,743 |

### 世帯数の変遷
国勢調査による世帯数の推移。
| 年                 | 世帯数 |
| ------------------ | ------ |
| 1995年（平成7年）  | 2,658  |
| 2000年（平成12年） | 2,761  |
| 2005年（平成17年） | 2,950  |
| 2010年（平成22年） | 3,283  |
| 2015年（平成27年） | 3,193  |
| 2020年（令和2年）  | 3,642  |

## 学区
市立小・中学校に通う場合、学区は以下の通りとなる（2025年1月時点）。
| 丁目      | 番・番地等 | 小学校               | 中学校             |
| --------- | ---------- | -------------------- | ------------------ |
| 浜町1丁目 | 全域       | 川崎市立大島小学校   | 川崎市立臨港中学校 |
| 浜町2丁目 | 全域       | 川崎市立大島小学校   | 川崎市立臨港中学校 |
| 浜町3丁目 | 全域       | 川崎市立さくら小学校 | 川崎市立桜本中学校 |
| 浜町4丁目 | 全域       | 川崎市立さくら小学校 | 川崎市立桜本中学校 |

## 事業所
2021年（令和3年）現在の経済センサス調査による事業所数と従業員数は以下の通りである。
| 丁目      | 事業所数  | 従業員数 |
| --------- | --------- | -------- |
| 浜町1丁目 | 63事業所  | 420人    |
| 浜町2丁目 | 48事業所  | 438人    |
| 浜町3丁目 | 33事業所  | 233人    |
| 浜町4丁目 | 42事業所  | 560人    |
| 計        | 186事業所 | 1,651人  |

### 事業者数の変遷
経済センサスによる事業所数の推移。
| 年                 | 事業者数 |
| ------------------ | -------- |
| 2016年（平成28年） | 195      |
| 2021年（令和3年）  | 186      |

### 従業員数の変遷
経済センサスによる従業員数の推移。
| 年                 | 従業員数 |
| ------------------ | -------- |
| 2016年（平成28年） | 1,736    |
| 2021年（令和3年）  | 1,651    |

## 交通
- 神奈川県道6号東京大師横浜線
- 神奈川県道101号扇町川崎停車場線

## 施設
- 川崎市立大島小学校
- 川崎市立臨港中学校
- 川崎臨港警察署 浜町交番

## その他

### 日本郵便
- 郵便番号 : 210-0851[3]（集配局 : 川崎港郵便局[17]）

### 警察
町内の警察の管轄区域は以下の通りである。
| 丁目      | 番・番地等 | 警察署         | 交番・駐在所 |
| --------- | ---------- | -------------- | ------------ |
| 浜町1丁目 | 全域       | 川崎臨港警察署 | 浜町交番     |
| 浜町2丁目 | 全域       | 川崎臨港警察署 | 浜町交番     |
| 浜町3丁目 | 全域       | 川崎臨港警察署 | 浜町交番     |
| 浜町4丁目 | 全域       | 川崎臨港警察署 | 浜町交番     |